# Vụ bắn chết Philando Castile
Vụ án bắn chết Philando Castile xảy ra vào ngày 6 Tháng 7 năm 2016, tại Falcon Heights, Minnesota, ngoại ô St. Paul. Castile đã được ra lệnh tắp vào lề trong một cuộc kiểm soát giao thông thường lệ. Một nhân viên của Sở Cảnh sát St. Anthony đốc, Jeronimo Yanez, hỏi Castile về giấy phép lái xe và đăng ký xe. Theo Diamond Reynolds, bạn gái của Castile, người đã cùng với anh ta lúc đó đang ngồi trong xe, Castile nói với Yanez rằng ông có một vũ khí mà ông được cấp giấy phép để mang theo, Yanez đáp lại "Vậy thì đừng mang nó ra", Castile đáp lại và khẳng định rằng anh ta sẽ không sử dụng vũ khí và sau đó Yanez tiếp tục nhắc lại về việc không đuọc đem vũ khí ra. Yanez sau đó bắn Castile, anh đã chết vào lúc 9 giờ 37 phút sau 20 phút kể từ lúc bị bắn. Một đoạn video gồm những gì xảy ra ngay sau cuộc nổ súng đã được Reynolds phát trực tuyến lên mạng.